# 小行星4527
小行星4527（英語：4527 Schoenberg）是一颗围绕太阳公转的小行星。1982年7月24日，愛德華·鮑威爾在可可尼诺县发现了此天体。
这颗小行星的绝对星等为171.91376等。